# Furesø
Furesø – jezioro w Danii, we wschodniej części wyspy Zelandii. Jest najgłębszym jeziorem w tym kraju i siódmym największym pod względem powierzchni.

## Położenie
Jezioro leży we wschodniej części duńskiej wyspy Zelandia położonej w zachodniej części Morza Bałtyckiego. Administracyjnie przynależy do gmin Furesø, Rudersdal  i Lyngby-Tårbæk w Regionie Stołecznym. Znajduje się około 15 km na północny–zachód od centrum Kopenhagi.

## Morfometria
Furesø ma powierzchnię 932 ha i jest siódmym pod względem powierzchni jeziorem w Danii i największym w dorzeczu rzeki Mølleåen, która przez nie przepływa. Lustro jeziora znajduje się 20 m n.p.m. Wschodnia część jeziora, nazywająca się Store Kalv, ma średnią głębokość 2,5 m, podczas gdy średnia głębokość reszty jeziora wynosi 16,5 m. W głębszej części dominują strome brzegi do 20 m wysokości i pofałdowane dno. Średnia głębokość całego zbiornika wynosi 13,5 m, maksymalna zaś 37,7 m, co czyni je najgłębszym jeziorem w Danii. Jego objętość to 127 mln m³. Czas retencji wody w jeziorze wynosi od 10 do 15 lat.

## Turystyka

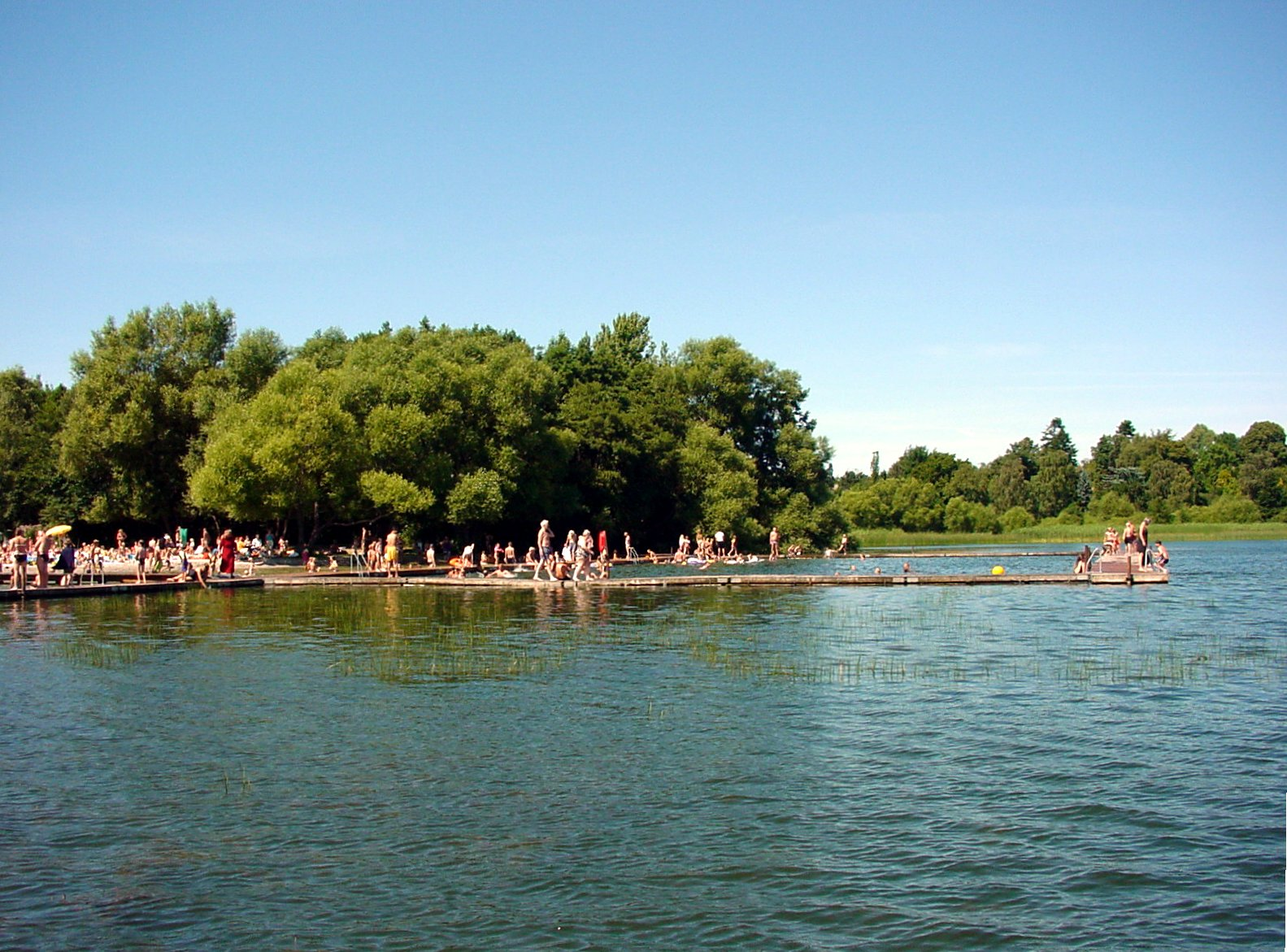
Furesøbad, 2001

Pływanie w jeziorze Furesø jest dozwolone. W 2019 zlokalizowane nad nim było sześć kąpielisk: Plantagevej Ved Birkerød Roklub, Badebro Ved Holte Roklub i Kinabugtens Badeanlæg w gminie Rudersdal, Fiskebæk Friluftbad i  Høje Klint w gminie Furesø i Frederiksdal Fribad w gminie Lyngby-Tårbæk. W okresie 1992–2019 prawie zawsze jakość ich wód klasyfikowano jako doskonałą, przy czym dla Badebro Ved Holte Roklub dane są dostępne dopiero od 2011. Jakość niedostateczną przynajmniej w jednym z nich stwierdzano w latach 1992, 1995, 2008 i 2009, a z reguły w tym samym roku pogorszenie jakości do co najwyżej dobrej notowano we wszystkich kąpieliskach. Klasa gorsza niż doskonała najczęściej stwierdzana była w Høje Klint. Nad jeziorem istnieje możliwość wypożyczenia kajaków i urządzania pikników. Dozwolone jest również żeglarstwo, windsurfing i wędkarstwo, jednak restrykcjom podlega odławianie węgorzy. Na jeziorze można odbyć rejs parostatkiem. Nurkowanie w jeziorze wymaga uprzedniej zgody Duńskiej Agencji Przyrody.

## Ochrona przyrody
Furesø wraz z położonym na zachodzie jeziorem Farum Sø i położonymi w ich sąsiedztwie bagnami jest objęty ochroną w ramach programu Natura 2000 jako obszar specjalnej ochrony ptaków. Chroniony teren ma 1292 ha. Występują tu takie gatunki ptaków jak: zimorodek zwyczajny, czernica, bąk zwyczajny, błotniak stawowy, dzięcioł czarny, nurogęś, rybołów i kropiatka. Ponadto Furesø i Farum Sø wraz z doliną rzeki Mølleåen i położonymi w niej jeziorami Bastrup Sø i Buresø są obszarem specjalnej ochrony siedlisk. Na liczącym 1987 ha terenie ochronie podlegają kreślinek nizinny, zalotka większa, traszka grzebieniasta, poczwarówka zwężona i poczwarówka jajowata. 

## Jezioro w kulturze

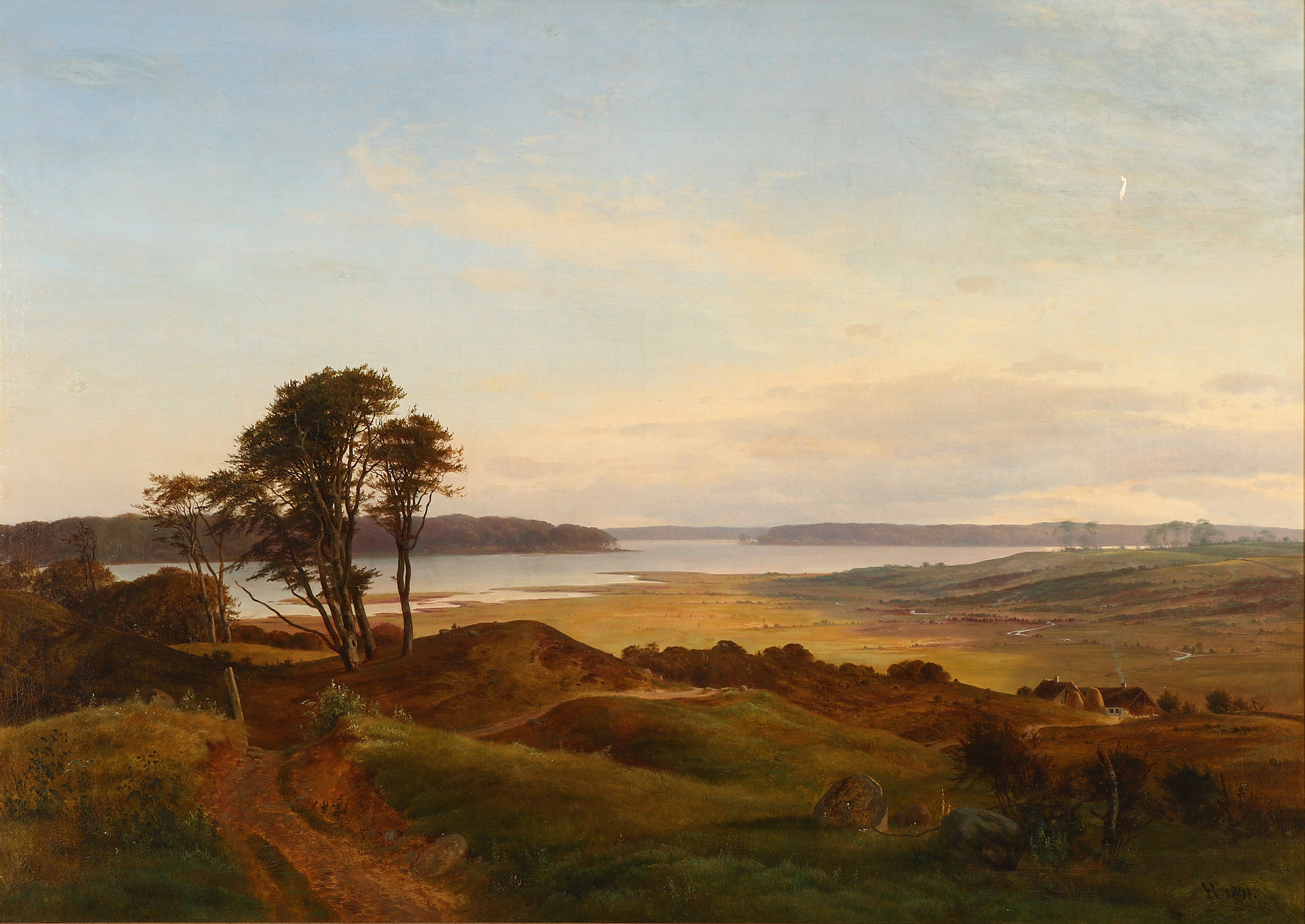
Frederik Rohde, Udsigt over Bistrupmose mod Fuursöen og Dronningaard-Skove, 1841

Furesø było co najmniej parokrotnie uwieczniane na obrazach. Wśród artystów, którzy malowali to jezioro, byli m.in. Erik Pauelsen i Frederik Rohde.